# Championnat panaméricain de rink hockey
Le Championnat panaméricain de rink hockey, anciennement championnat d'Amérique de rink hockey ou CSP Coupe d'Amérique est la plus grande compétition entre équipe nationale de rink hockey d'Amérique. Crée pour les femmes en 2006 et pour les hommes en 2007, l'épreuve est ensuite abandonnée en 2010 pour les hommes et en 2011 pour les femmes, malgré les tentatives d'intégration d'équipe extérieure au continent censée renforcer l'attrait pour la compétition (la Catalogne dès 2006, depuis 2010 l'Allemagne et depuis 2007 l'Afrique du Sud.
La compétition est recrée en 2018 par World Skate America, le nouveau nom de la Confederació Sud-americana del Patí (CSP), sous le nom championnat panaméricain. Dans ce nouveau format, une nouvelle épreuve est rajoutée, le championnat Juniors, destiné aux hommes de moins de 19 ans. La compétition ne fait plus seulement office de championnat continental, mais également de qualification pour les World Roller Games, la plus grande compétition mondiale de rink hockey, disputée tous les deux ans, en alternance avec le championnat continental.
Le championnat est largement dominé par les Argentins qui ont remporté 7 titres de champions continentaux, toutes compétitions confondues, sur les dix en jeu.

## Résultats masculin

### Championnat panaméricain
| Année | Lieu   | Or        | Argent   | Bronze     | 4e place | 5e place   | 6e place | 7e place |
| ----- | ------ | --------- | -------- | ---------- | -------- | ---------- | -------- | -------- |
| 2024  | Bogota | Argentine | Chili    | États-Unis | Colombie | Brésil     | Mexique  |          |
| 2021  | Stuart | Chili     | Colombie | Mexique    |          |            |          |          |
| 2018  | Bogota | Argentine | Chili    | Colombie   | Brésil   | États-Unis | Uruguay  | Mexique  |

### Championnat panaméricain des moins de 19 ans
| Année | Lieu   | Or        | Argent   | Bronze   | 4e Place   | 5e place |
| ----- | ------ | --------- | -------- | -------- | ---------- | -------- |
| 2024  | Bogota | Argentine | Chili    | Colombie | États-Unis | Mexique  |
| 2021  | Stuart | Chili     | Colombie | Mexique  | États-Unis |          |
| 2018  | Bogota | Argentine | Chili    | Colombie | États-Unis | Mexique  |

### Copa America
| Année | Lieu            | Or        | Argent    | Bronze | 4e place | 5e place  | 6e place       | 7e place       |
| ----- | --------------- | --------- | --------- | ------ | -------- | --------- | -------------- | -------------- |
| 2010  | Vic (Catalogne) | Catalogne | Argentine | Brésil | Chili    | Allemagne | Uruguay        | Afrique du Sud |
| 2008  | Buenos Aires    | Argentine | Catalogne | Chili  | Brésil   | Colombie  | États-Unis     |                |
| 2007  | Recife          | Argentine | Catalogne | Brésil | Chili    | Colombie  | Afrique du Sud | États-Unis     |

## Resultats Féminin

### Championnat panaméricain
| Année | Lieu   | Or        | Argent   | Bronze     | 4e Place | 5e place | 6e place   |
| ----- | ------ | --------- | -------- | ---------- | -------- | -------- | ---------- |
| 2024  | Bogota | Argentine | Chili    | Colombie   | Brésil   | Mexique  | États-Unis |
| 2021  | Stuart | Chili     | Colombie | États-Unis |          |          |            |
| 2018  | Bogota | Argentine | Chili    | Colombie   | Brésil   | Mexique  |            |

### Championnat americain
| Année | Lieu            | Or        | Argent    | Bronze    | 4e Place   | 5e place       | 6e place   |
| ----- | --------------- | --------- | --------- | --------- | ---------- | -------------- | ---------- |
| 2011  | Sertãozinho     | Catalogne | Chili     | Brésil    | Uruguay    | Afrique du Sud |            |
| 2010  | Vic (Catalogne) | Argentine | Catalogne | Chili     | Allemagne  | Brésil         | États-Unis |
| 2007  | Santiago        | Chili     | Catalogne | Brésil    | États-Unis | Colombie       |            |
| 2006  | Santiago        | Argentine | Chili     | Catalogne | Colombie   |                |            |

## Tables des médailles

### Masculin
| Rang | Nation    | Or | Argent | Bronze | Total |
| ---- | --------- | -- | ------ | ------ | ----- |
| 1    | Argentine | 3  | 1      | 0      | 4     |
| 2    | Catalogne | 1  | 2      | 0      | 3     |
| 3    | Chili     | 0  | 1      | 1      | 2     |
| 4    | Brésil    | 0  | 0      | 2      | 2     |
| 5    | Colombie  | 0  | 0      | 1      | 1     |

### Féminin
| Rang | Nation    | Or | Argent | Bronze | Total |
| ---- | --------- | -- | ------ | ------ | ----- |
| 1    | Argentine | 3  | 0      | 0      | 3     |
| 2    | Chili     | 1  | 3      | 1      | 5     |
| 3    | Catalogne | 1  | 2      | 0      | 3     |
| 4    | Brésil    | 0  | 0      | 2      | 2     |
| 5    | Colombie  | 0  | 0      | 1      | 1     |

## Classement de l'ensemble des participants
| Rang | Équipe         | Participations | 1er | 2e | 3e | 4e | 5e | 6e | 7e | 8e | 9e | 10e |
| 1    | Argentine      | 3              | 1   | 0  | 0  | 0  | 0  | 0  | 0  | 0  | 0  |     |
| 2    | Catalogne      | 3              | 1   | 2  | 0  | 0  | 0  | 0  | 0  | 0  | 0  | 0   |
| 3    | Chili          | 4              | 0   | 1  | 1  | 2  | 0  | 0  | 0  | 0  | 0  | 0   |
| 4    | Brésil         | 4              | 0   | 0  | 2  | 2  | 0  | 0  | 0  | 0  | 0  | 0   |
| 5    | Colombie       | 2              | 0   | 0  | 1  | 0  | 1  | 0  | 0  | 0  | 0  | 0   |
| 6    | Uruguay        | 3              | 0   | 0  | 0  | 0  | 1  | 2  | 0  | 0  | 0  | 0   |
| 7    | Allemagne      | 1              | 0   | 0  | 0  | 0  | 1  | 0  | 0  | 0  | 0  | 0   |
| 8    | États-Unis     | 3              | 0   | 0  | 0  | 0  | 1  | 0  | 1  | 0  | 1  | 0   |
| 9    | Afrique du Sud | 2              | 0   | 0  | 0  | 0  | 0  | 1  | 1  | 0  | 0  | 0   |
| 10   | Mexique        | 1              | 0   | 0  | 0  | 0  | 0  | 0  | 1  | 0  | 0  | 0   |
| 11   | Équateur       | 1              | 0   | 0  | 0  | 0  | 0  | 0  | 0  | 1  | 0  | 0   |
| 12   | Costa Rica     | 1              | 0   | 0  | 0  | 0  | 0  | 0  | 0  | 0  | 0  | 1   |

| Rang | Équipe         | Participations | 1er | 2e | 3e | 4e | 5e | 6e |
| 1    | Argentine      | 3              | 0   | 0  | 0  | 0  | 0  | 0  |
| 2    | Chili          | 5              | 1   | 3  | 1  | 0  | 0  | 0  |
| 3    | Catalogne      | 4              | 1   | 2  | 1  | 0  | 0  | 0  |
| 4    | Brésil         | 4              | 0   | 0  | 2  | 1  | 1  | 0  |
| 5    | Colombie       | 3              | 0   | 0  | 1  | 1  | 1  | 0  |
| 6    | Uruguay        | 1              | 0   | 0  | 0  | 1  | 0  | 0  |
| 7    | Allemagne      | 1              | 0   | 0  | 0  | 1  | 0  | 0  |
| 8    | États-Unis     | 2              | 0   | 0  | 0  | 1  | 0  | 1  |
| 9    | Mexique        | 1              | 0   | 0  | 0  | 0  | 1  | 0  |
| 10   | Afrique du Sud | 1              | 0   | 0  | 0  | 0  | 1  | 0  |